# Probles microcephalus
Probles microcephalus là một loài tò vò trong họ Ichneumonidae.